# Liên đoàn Karate Thế giới
Liên đoàn Karate Thế giới (WKF) [tiếng Anh: World Karate Federation] là tổ chức quốc tế điều hành và quản lý cho môn võ karate trên toàn thế giới. WKF được thành lập vào năm 1990 và có trụ sở tại Madrid, Tây Ban Nha. Tổ chức này là cơ quan điều hành chính thức của karate trong hệ thống thể thao quốc tế.

## Lịch sử
WKF được thành lập vào ngày 10 tháng 10 năm 1990 tại Madrid, Tây Ban Nha. Mục đích chính của tổ chức là thúc đẩy và phát triển môn võ karate trên toàn thế giới, đồng thời giám sát các hoạt động liên quan đến karate trên phạm vi quốc tế. WKF là người đứng đầu của tất cả các tổ chức karate quốc tế khác và là cơ quan chính thức đại diện cho karate tại các sự kiện thể thao quốc tế.

## Hoạt động
WKF tổ chức và giám sát nhiều sự kiện và giải đấu karate quốc tế hàng năm, bao gồm:
- Giải Vô địch Karate Thế giới (World Karate Championships): Là giải đấu hàng năm được tổ chức bởi WKF, thu hút sự tham gia của các võ sĩ từ khắp nơi trên thế giới. Giải này bao gồm các cuộc thi kumite và kata cho cả nam và nữ ở nhiều độ tuổi và hạng cân khác nhau.
- Giải Karate Premier League: Là chuỗi các giải đấu có điểm tích lũy điểm số cho các võ sĩ, giúp họ đạt được vị trí cao hơn trong bảng xếp hạng thế giới.
- Các giải đấu châu lục: WKF cũng tổ chức các giải đấu châu lục, như Giải Karate Châu Âu, Giải Karate Châu Á, và nhiều giải khác, nhằm thúc đẩy sự phát triển của karate trên mỗi khu vực.
Các vấn đề quản lý
WKF có trách nhiệm đề xuất và thực thi các quy định, quy tắc và nguyên tắc thi đấu cho karate trên toàn thế giới. Nó cũng chịu trách nhiệm về việc công nhận các tổ chức karate quốc gia và các cơ quan quản lý karate tại mỗi quốc gia.
Đối tác và hợp tác
WKF hợp tác chặt chẽ với các tổ chức thể thao quốc tế khác, như Liên đoàn Olympic Quốc tế (IOC) và Tổ chức Thể thao quốc tế (GAISF), để thúc đẩy và bảo vệ karate như một môn thể thao Olympic.Xem thêm

## Trang web chính thức và thông tin thêm về Karate
- [Trang web chính thức của WKF](https://www.wkf.net/)
- [Karate trên Wikipedia Tiếng Việt](https://vi.wikipedia.org/wiki/Karate)
Kumite
Kata, Karate
Kihon